# Brestowene
Brestowene (bułg. Брестовене) – wieś w Bułgarii, w obwodzie Razgrad, w gminie Zawet. Według danych szacunkowych Ujednoliconego Systemu Ewidencji Ludności oraz Usług Administracyjnych dla Ludności, 15 marca 2016 roku miejscowość liczyła 2792 mieszkańców.